# Brozolo
Brozolo é uma comuna italiana da região do Piemonte, província de Turim, com cerca de 434 habitantes. Estende-se por uma área de 8 km², tendo uma densidade populacional de 54 hab/km². Faz fronteira com Verrua Savoia, Brusasco, Moransengo (AT), Robella (AT), Cocconato (AT).

## Demografia
| Variação demográfica do município entre 1861 e 2011                               |
|                                                                                   |
| Fonte: Istituto Nazionale di Statistica (ISTAT) - Elaboração gráfica da Wikipedia |